# Хартман, Фил
Фи́лип Э́двард Ха́ртманн (англ. Philip Edward Hartmann), более известный как Фил Ха́ртман (англ. Phil Hartman; 24 сентября 1948, Брантфорд, Онтарио, Канада — 28 мая 1998, Энсино, Калифорния, США) — американский актёр, комик, сценарист и художник-график канадского происхождения. Наиболее известен по участию в комедийном шоу «Субботним вечером в прямом эфире», главной роли в ситкоме «Новостное радио», а также озвучиванию Троя Макклюра и Лайнела Хатца в мультсериале «Симпсоны».

## Ранние годы
Фил Хартман родился в Канаде, в семье Руперта и Дорис Хартманнов. Исходно в его фамилии было две буквы «н», но он выбросил из неё одну букву (неизвестно также, в каком возрасте и почему он принял это решение, но после 1986 года в титрах использовался только укороченный вариант его фамилии). Он рос в окружении семи своих братьев и сестёр, и атмосфера многодетной семьи наложила отпечаток на его характер: по свидетельствам знакомых, с самого детства он был очень спокойным, заботливым и ответственным.
В 1950-х годах семья Хартманнов иммигрировала в США и большую часть своего детства Фил провёл в Коннектикуте и Южной Калифорнии. Он посещал такие учебные заведения, как Redondo Union High School и Cal State Northridge. Гражданство США он получил только в начале 1990-х годов.

## Карьера
В Калифорнии Хартман изучал графический дизайн и работал иллюстратором на неполный день. Наиболее известные из его работ: обложка альбома Aja группы Steely Dan (1977); обложка альбомов Seven, Cantamos (оба 1974), Rose of Cimarron (1976), Legend (1978) группы Poco; обложка альбома Fighting Clowns группы Firesign Theatre (1980); логотип группы America и обложки трёх альбомов этой группы, в том числе диска History: America’s Greatest Hits; логотип группы Crosby, Stills, Nash & Young.
В 1975 году он вступил в калифорнийскую комедийную труппу The Groundlings, где подружился с Полом Рубенсом, с которым в дальнейшем совместно работал над многими проектами. Самым известным плодом этого сотрудничества стал персонаж Пи-Ви Херман и сценарий фильма «Большое приключение Пи-Ви».
В 1986 году Хартман стал одним из ведущих шоу телеканала NBC «Субботним вечером в прямом эфире», в котором продержался целых восемь сезонов. В это время он был знаменит своими пародиями на известных людей — он великолепно изображал на сцене таких известных людей, как Рональд Рейган, Чарлтон Хестон, Фрэнк Синатра, Майкл Кейн, Джек Николсон, Барбара Буш и Бёрт Рейнольдс, а лучше всего у него получался Билл Клинтон. Также в этом шоу он исполнял роли чудовища Франкенштейна и размороженного пещерного человека-адвоката.
В том же 1986 году он сыграл Капитана Карла, друга Пи-Ви Хермана в телешоу для детей «Игрушечный домик Пи-Ви» (после 13-й серии покинул проект) и озвучил Генри Митчелла, отца Денниса в мультипликационной версии сериала «Хулиган Деннис».
В 1994 году покинул «Субботним вечером в прямом эфире», чтобы заняться собственным проектом, но после того как его бывший коллега Дэна Карви принял такое же решение, Хартман решил ограничиться ролью в ситкоме. В 1995 году он стал звездой шоу «Новостное радио», в котором исполнил роль Билла Макнила, радиозвезды, ведущего новости. Многие считают, что это шоу утратило впоследствии свою популярность именно из-за смерти Хартмана.
В период с 1991 по 1998 год участвовал в озвучивании мультсериала «Симпсоны», подарив свои голоса таким колоритным персонажам, как второсортный актёр Трой Макклюр, некомпетентный адвокат Лайнел Хатц, «старший брат» Барта Том и изворотливый коммивояжёр Лайл Лэнли (продал Спрингфилду монорельс). Примечательна серия «Selma’s Choice», в которой Хартман озвучил сразу пятерых персонажей (Хатца, Макклюра и троих мелких служащих). Его занимала также идея о создании фильма, где он мог бы сыграть «живую» версию Троя МакКлюра, но он не успел осуществить её. После гибели Хартмана персонажей, которых он озвучивал, убрали из сериала в знак памяти, а ему посвятили серию «Bart the Mother», она оказалась последним эпизодом, в котором он принял участие.
В мультсериале «Футурама» он должен был озвучивать Зеппа Браннигана, но его внезапная гибель не позволила ему участвовать в этой работе, и вместо него эту роль получил Билли Уэст. Сам Уэст был близко знаком с Хартманом и впоследствии сказал в интервью, что многое для создания образа этого персонажа он позаимствовал у Фила. Кроме того, именно в память о Хартмане главный герой мультфильма — Фрай, парень из прошлого, был назван Филиппом (изначально он должен был называться Кёртисом).

## Личная жизнь
В 1970 году Хартман женился на Гретхен Льюис, детей у пары не было, дата развода неизвестна.
С 1982 по 1985 год его супругой была Лиза Стрейн, с которой у Хартмана тоже не было детей.
В третьем браке у него и его жены Бринн Хартман (настоящее имя Вики Омдаль) было двое детей — Шон Эдвард Хартман (род. 1987) и Бирген Аника Хартман (род. 1992). После смерти родителей их взяла на воспитание сестра Бринн, проживающая в Висконсине.

### Смерть
28 мая 1998 года, примерно в 3 часа утра, Фил Хартман был застрелен в своём доме в Энсино собственной женой, Бринн. Она приблизилась к нему, пока он спал, и выстрелила в мужа трижды из пистолета Charter Arms 38-го калибра, который он сам же ей и подарил (первый выстрел попал между глаз, второй — в горло, третий — в верхнюю часть груди). Смерть была практически мгновенной. Бринн Хартман, находясь под действием кокаина, алкоголя и антидепрессанта «Золофт», оставила детей одних дома, поехала к давнему другу семьи, Рону Дугласу, и призналась ему в содеянном. Тот не сразу поверил Бринн, но вскоре поехал вместе с ней в дом Хартманов, увидел тело Фила и позвонил в полицию. Прибывшие представители закона первым делом эвакуировали из дома Дугласа и маленьких детей четы Хартманов. Когда они выносили из дома девочку, в спальне, где находилось тело Хартмана, раздался выстрел — Бринн покончила с собой.
Согласно своему завещанию, Фил Хартман был кремирован, а его прах развеяли над заливом Эмеральд на острове Санта-Каталина. Мотив его убийства и самоубийства Бринн так и остались не до конца установленными. На момент смерти денежное состояние актёра оценивалось в 1,23 миллиона долларов. В соответствии с его завещанием все деньги отошли его детям, которые получили к ним доступ после достижения 25 лет.

## Избранная фильмография
| Год       |    | Русское название                    | Оригинальное название             | Роль                                          |
| --------- | -- | ----------------------------------- | --------------------------------- | --------------------------------------------- |
| 1980      | ф  | Следующий фильм Чича и Чонга        | Cheech & Chong’s Next Movie       | частный детектив                              |
| 1982—1989 | мс | Смурфики                            | The Smurfs                        | дополнительные голоса                         |
| 1984      | с  | Частный детектив Магнум             | Magnum, P.I.                      | диктор новостей                               |
| 1985      | ф  | Большое приключение Пи-Ви           | Pee-wee’s Big Adventure           | репортёр                                      |
| 1985      | мс | Война гоботов                       | Challenge of the GoBots           | разные персонажи                              |
| 1985      | мс | Джетсоны                            | The Jetsons                       | разные персонажи                              |
| 1985      | мс | 13 призраков Скуби-Ду               | The 13 Ghosts of Scooby-Doo       | аукционист-призрак                            |
| 1985—1996 | с  | Субботним вечером в прямом эфире    | Saturday Night Live               | разные персонажи                              |
| 1986      | ф  | Последний курорт                    | Last Resort                       | Жан-Мишель                                    |
| 1986      | ф  | Безжалостные люди                   | Ruthless People                   | диктор новостей                               |
| 1986      | ф  | Джек-попрыгун                       | Jumpin’ Jack Flash                | Фред                                          |
| 1986      | ф  | Три амиго                           | Three Amigos!                     | Сэм                                           |
| 1986      | мс | Денис-непоседа                      | Dennis the Menace                 | Джордж Уилсон / Генри Митчелл / Рафф          |
| 1987      | ф  | Свидание вслепую                    | Blind Date                        | Тед Дейвис                                    |
| 1987      | мф | Отважный маленький тостер           | The Brave Little Toaster          | кондиционер Эйри / Подвесная Лампа            |
| 1987      | ф  | Космические яйца                    | Spaceballs                        | Динк                                          |
| 1987      | ф  | Амазонки на Луне                    | Amazon Women on the Moon          | бейсбольный комментатор                       |
| 1987      | мс | Утиные истории                      | DuckTales                         | капитан Фрай                                  |
| 1989      | ф  | Флетч жив                           | Fletch Lives                      | менеджер                                      |
| 1989      | ф  | Как я попал в колледж               | How I Got Into College            | Бенедикт                                      |
| 1989      | ф  | Ведьмина служба доставки            | 魔女の宅急便                      | Джиджи                                        |
| 1990      | ф  | Быстрые перемены                    | Quick Change                      | Хэл Эдисон                                    |
| 1990      | мс | Мир Бобби                           | Bobby’s World                     | н/д                                           |
| 1990      | мс | Приключения мультяшек               | Tiny Toon Adventures              | Октавиус                                      |
| 1991      | мс | Чудеса на виражах                   | TaleSpin                          | Эйс Лондон                                    |
| 1991      | с  | Пустое гнездо                       | Empty Nest                        | Тим Корнелл                                   |
| 1991      | мс | Команда спасателей Капитана Планеты | Captain Planet and the Planeteers | Димитрий                                      |
| 1991      | мс | Чёрный Плащ                         | Darkwing Duck                     | Паддивак                                      |
| 1991—1992 | мс | Том и Джерри. Детские годы          | Tom & Jerry Kids Show             | разные персонажи                              |
| 1991—1998 | мс | Симпсоны                            | The Simpsons                      | Трой Макклюр / Лайнел Хатц / разные персонажи |
| 1993      | ф  | Заряженное оружие                   | Loaded Weapon 1                   | коп-комик                                     |
| 1993      | ф  | СиБи 4: Четвёртый подряд            | CB4                               | Верджил Робинсон                              |
| 1993      | тф | Рассвет                             | Daybreak                          | мужчина в рекламе                             |
| 1993      | ф  | Яйцеголовые                         | Coneheads                         | Марлакс                                       |
| 1993      | ф  | Я женился на убийце с топором       | So I Married an Axe Murderer      | Джон «Вики» Джонсон                           |
| 1993      | мс | Озорные анимашки                    | Animaniacs                        | Дэн Анкормен                                  |
| 1994      | ф  | Жадность                            | Greedy                            | Фрэнк                                         |
| 1994      | ф  | Повелитель страниц                  | The Pagemaster                    | Том Морган                                    |
| 1994      | ф  | Чокнутая нянька                     | The Crazysitter                   | продавец                                      |
| 1995      | ф  | Гость                               | Houseguest                        | Гэри Янг                                      |
| 1995      | мс | Шоу Рена и Стимпи                   | The Ren & Stimpy Show             | разные персонажи                              |
| 1996      | ф  | Сержант Билко                       | Sgt. Bilko                        | майор Колин Торн                              |
| 1996      | с  | Сайнфелд                            | Seinfeld                          | человек у телефона                            |
| 1996      | ф  | Подарок на Рождество                | Jingle All the Way                | Тед Малтин                                    |
| 1996—1998 | с  | Третья планета от Солнца            | 3rd Rock from the Sun             | Рэнди / Филлип                                |
| 1998      | ф  | Солдатики                           | Small Soldiers                    | Фил Фимпл                                     |